# 岐阜市立本郷小学校
岐阜市立本郷小学校（ぎふしりつ ほんごうしょうがっこう）は、かつて岐阜県岐阜市に存在した公立小学校。

## 概要
- 校区の児童数減少により、2002年に岐阜市立小学校及び中学校の通学区域審議会により、「旧市内における岐阜立小学校及び中学校の通学区域のあり方について」の答申で明徳小学校との統廃合が提言された[1]。その後2012年に両校を統合した岐阜市立明郷小学校の開校により閉校。なお、本郷小学校の校舎は明郷小学校の校舎として転用されている。

## 沿革
- 1926年（大正15年） - 校地を本郷町3丁目に決まる。
- 1927年（昭和2年）4月 - 徹明尋常高等小学校[注釈 1]から分離し、本郷尋常小学校として開校。校区は徹明尋常高等小学校、京町尋常高等小学校[注釈 2]、明徳尋常小学校のそれぞれの校区の一部で構成される。
- 1928年（昭和3年） - 校舎（北舎）が完成。
- 1931年（昭和6年） - 本郷尋常高等小学校に改称する。
- 1940年（昭和15年） - 校舎を増築。
- 1941年（昭和16年）4月1日 - 本郷国民学校に改称する。
- 1945年（昭和20年）
  - 7月9日 - 岐阜空襲により校舎を全焼する。
  - 9月 - バラックの校舎が完成するが、全児童は収容できず、実質は青空教室であった。
- 1946年（昭和21年）
  - 4月 - 仮校舎が完成。全児童を収容する規模ではなかったため、一部の児童は2部授業で対応（1948年迄）。
  - 9月 - 仮校舎を増築。
- 1947年（昭和22年）4月1日 - 岐阜市立本郷小学校に改称する。
- 1952年（昭和27年） - 校舎（南舎・木造）が完成。
- 1954年（昭和29年） - 校舎（北舎・木造）、体育館が完成。
- 1979年（昭和54年） - 新校舎（北舎・鉄筋コンクリート造）が完成。
- 1980年（昭和55年） - 新校舎（南舎・鉄筋コンクリート造）が完成。
- 1985年（昭和60年） - プールが完成。
- 1989年（平成元年） - 多目的ホールが完成。
- 2012年（平成24年）3月31日 - 明徳小学校との統合による閉校。